# ژان رنوآر
ژان رنوآر (فرانسوی: Jean Renoir‎؛ ‏ فرانسوی: [ʁənwaʁ]؛ ‏ زادهٔ ۱۵ سپتامبر ۱۸۹۴ – درگذشتهٔ ۱۲ فوریه ۱۹۷۹) کارگردان و فیلمنامه نویس پرآوازهٔ فرانسوی بود.

## زندگی‌نامه

ژان رنوار کوچک در کنار گابریل رنار

ژان رنوار، فرزند دوم آلین ویکتورین شاریگو و پیر اگوست رنوآر نقاش امپرسیونیست پرآوازهٔ فرانسوی، در محلۀ مون‌مارتر در پاریس به دنیا آمد. او در کودکی همراه با خانوادهٔ خود راهی جنوب فرانسه شد. اعضای خانوادهٔ رنوار موضوع بسیاری از نقاشی‌های پدر ژان بودند. ژان در جنگ جهانی اول به ارتش سواره نظام رفت و در آنجا پایش تیر خورد. سپس به عنوان خلبان شناسایی خدمت کرد.
او با دیدن فیلم‌های چارلی چاپلین به سینما علاقه پیدا کرد. دههٔ سی میلادی که به عنوان نقطهٔ اوج سینمای کلاسیک فرانسه محسوب می‌شود، مملو از فیلم‌های درخشان ژان رنوآر است. او هنگام جنگ جهانی دوم به ایالات متحدۀ آمریکا رفت و در هالیوود به فیلم‌سازی پرداخت. رنوآر در سال ۱۹۴۶ به تابعیت آمریکا درآمد. در سال ۱۹۴۹ سفری به هند داشت و در آنجا فیلم تحسین‌برانگیز رودخانه را ساخت و بعد از آن شروع به فیلم‌سازی در اروپا کرد. آخرین فیلم رنوار در سال ۱۹۶۹ به نمایش آمد و او بعد از آن بیشتر به نوشتن رمان و خاطرات خود پرداخت. در آن زمان او در بورلی هیلز کالیفرنیا زندگی می‌کرد و در همان‌جا نیز از دنیا رفت و جسد او به گورستان خانوادگی‌اش در فرانسه منتقل شد.

## جوایز
- ۱۹۷۵ جایزه اسکار افتخاری برای یک عمر فعالیت هنری
- ۱۹۴۶ نامزد اسکار کارگردانی برای فیلم جنوبی
- ۱۹۶۲ نامزد جایزه خرس طلایی جشنواره بین‌المللی فیلم برلین برای فیلم
- ۱۹۵۱ برنده جایزه بین‌المللی جشنواره فیلم ونیز برای فیلم رودخانه
- ۱۹۵۱ نامزد جایزه شیر طلایی جشنواره ونیز برای فیلم رودخانه

## گزیدهٔ فیلم‌شناسی

پوستر فیلم قاعده بازی

ژان رنوار در حدود ۴۰ فیلم کارگردانی کرد. اولین فیلم او گرداب سرنوشت که صامت بود، در سال ۱۹۲۵ به نمایش درآمد. او همچنین در ۱۰ فیلم بازی کرد و تهیه‌کنندگی چند فیلم اول خود را بر عهده داشت.
- گرداب سرنوشت (۱۹۲۵)
- دخترک کبریت‌فروش (۱۹۲۸)
- زن هرزه (۱۹۳۱)
- شب در چهارراه (۱۹۳۲)
- بودوی نجات‌یافته از آب (۱۹۳۲)
- شوتار و همراهان (۱۹۳۳)
- مادام بوواری (۱۹۳۴)
- تونی (۱۹۳۵)
- جنایت آقای لانژ (۱۹۳۶)
- در اعماق (۱۹۳۶)
- توهم بزرگ (۱۹۳۷)
- قاعده بازی (۱۹۳۹)
- این زمین مال من است (۱۹۴۳)
- جنوبی (۱۹۴۵)
- خاطرات یک خدمتکار (۱۹۴۶)
- رودخانه (۱۹۵۱)
- کالسکه طلایی (۱۹۵۲)
- کن‌کن فرانسوی (۱۹۵۴)
- النا و مردانش (۱۹۵۶)
- وصیت‌نامهٔ دکتر کوردلیه (۱۹۵۹)
- سرجوخه گریزپا (۱۹۶۲)